# Limnius perrisi carinatus
Limnius perrisi carinatus é uma subespécie de insetos coleópteros polífagos pertencente à família Elmidae.
A autoridade científica da subespécie é Perez-Arcas, tendo sido descrita no ano de 1865.
Trata-se de uma subespécie presente no território português.